# Georges Augoyat
Georges Augoyat (31 de janeiro de 1882 — 22 de março de 1963) foi um ciclista francês que participava em competições de ciclismo de pista. Representou França na corrida de velocidade nos Jogos Olímpicos de Verão de 1900.